# Frangotillo
Frangotillo, auch Fardo, war ein spanisches Volumenmaß. Dozavo, das kleinere Maß, war in Portugal ein Volumenmaß für Flüssigkeiten und etwa  8,5 Seidel (Wiener = 353,681 Milliliter)  groß, also 3006,3 Milliliter.
- 1 Frangotillo = 8 Dozavos = 37,5 Palmos cubicos = etwa 24.050 Milliliter